# Línea 3 (SAO)
La línea 3 o Recorrido urbano Las Grutas es una línea de colectivos urbana de Las Grutas; San Antonio Oeste, que une el Centro con el Bo. Terrazas al Mar. El boleto cuesta 2 pesos el general y 0,75 para estudiantes. Posee una longitud de 10,156 km.

## Recorrido principal
Sus recorrido es circunvalar, por lo que no tiene puntas de línea ni recorridos de ida/vuelta. Frecuencia: Cada Media Hora desde las 07:00 hasta las 13:30 y desde las 17:00 hasta las 20:30.
Recorrido: Desde Roca y Pilcaniyeu: Pilcaniyeu, Isidro Álvarez, San Antonio, El Caín, Mamuel Choique, Caleta Falsa, Bahi Creek, Punta Porfirio, Caleta De Los Loros, Curru Leuvu, Banco Víbora, Golfo San Matías, Canal Escondido, Curru Leuvu, El Cóndor, Nahuel Huapi, Colectora, Bariloche, Jacobacci, Roca, Pilcaniyeu.